# Св. св. Теодор Тирон и Теодор Стратилат (Сикиес)
„Св. св. Теодор Тирон и Теодор Стратилат“ (на гръцки: Ι. Ν. Αγίων Θεοδώρων Συκεών) е православна църква в солунското предградие Сикиес, Гърция, част от Неаполската и Ставруполска епархия.
Църквата е разположена на улица „Кавкасос“ № 27, на най-високата точка на Сикиес, близо до мястото, където се е намирал византийски храм от VII век, посветен на Теодор Тирон и Теодор Стратилати или на Свети Меркурий, от който са открити основите и красиви подови мозайки. Храмът е построен с разрешение на митрополит Пантелеймон Солунски в 1964 година. Представлява малка трикорабна базилика с притвор и площ от 60 m2. През 1965 година митрополит Пантелеймон основава и едноименната енория, обслужвана от храма до откриването в съседство на новия храм „Св. св. Теодор Тирон и Теодор Стратилат и Света Анастасия Узорешителница“ на 15 ноември 1975 г.